# Vasjuganmyren

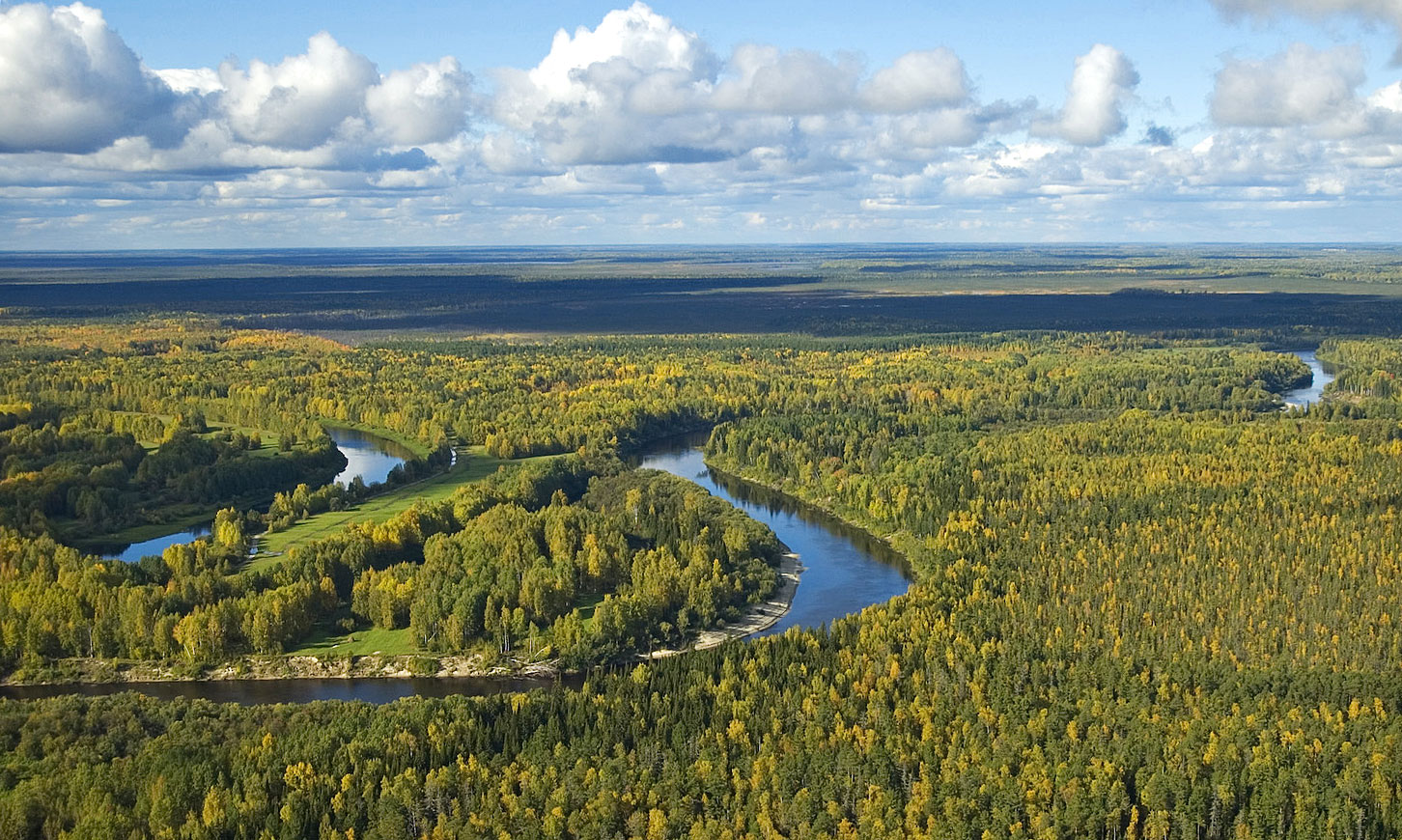

Vasjuganmyren, ryska: Васюганские болота, Vasjuganskie bolota, är ett våtmarksområde i Ryssland, i den södra delen av Västsibiriska slätten. Den täcker ett område på 53 000 kvadratkilometer och är det största våtmarksområdet på norra halvklotet samt det största myrområdet i världen. Myren är belägen i Novosibirsk, Omsk och Tomsk oblast mellan floderna Ob och Irtysj. Den avvattnas till stor del av Vasjuganfloden, en biflod till Ob. I söder övergår den i Barabastäppen.
Vasjuganmyren började bildas för 10 000–15 000 år sedan och har sedan dess kontinuerligt utvidgats. Den är en viktig sötvattensreservoar för området och utgör en viktig biotop för hotade arter av djur och växter. Inom området finns stora reserver av petroleum, och utvinningen av olja och naturgas har på senare år blivit en viktig industri; något som kommer i konflikt med naturvårdsintressena. Där finns även enorma mängder torv.

### Webbkällor
- Great Vasyugan Mire. Arkiverad kopia från Greenpeace Russia. Läst 26 maj 2022.